# Lijst van burgemeesters van Oostduinkerke
Dit is een chronologische lijst van de burgemeesters van Oostduinkerke, tegenwoordig een deelgemeente van de Belgische gemeente Koksijde. Deze lijst geeft de burgemeesters vanaf 1796, bij de invoering van de gemeenten in de Franse periode, tot de gemeentelijke fusies in 1977.

## Franse en Nederlandse tijd
- van 1796 tot 1798 : Jan van de Waeter, landbouwer
- van 1799 tot 1799 : Filop De Spot, handelaar
- van 1800 tot 1800 : Frans Demeyer, herbergier
- van 1801 tot 1805 : Henri Biesbrouck, landbouwer
- van 1806 tot 1810 : Pierre Stockelynck, landbouwer
- van 1811 tot 1816 : François Declercq, landbouwer
- van 1816 tot 1830 : Pieter Cordier, landbouwer (Verenigd Koninkrijk)

## Onafhankelijk België
- van 1837 tot 1854 : Henricus A. De Schoolmeester
- van 1855 tot 1878 : Frederik Rijckewaert
- van 1879 tot 1884 : Carolus Declerq, landbouwer
- van 1885 tot 1895 : Carolus Maes, molenaar
- van 1896 tot 1921 : Serafien Declerck, landbouwer
- van 1922 tot 1938 : Désiré Brassine, vishandelaar
- van 1939 tot 1942 : Albéric Florizoone, industrieel
  - van juli 1942 tot maart 1944 : Honoré Loones, hotelier, oorlogsburgemeester
  - van maart tot september 1944 : Firmin Vermeersch, oorlogsburgemeester[1]
- van 1944 tot 1946 : Omer Declercq, landbouwer
- van 1947 tot 1952 : Albéric Florizoone, industrieel
- van 1953 tot 1964 : Rosette Dewitte, hotelierster, echtgenote Honoré Loones
- van 1965 tot 1976 : Honoré Loones, hotelier

Eind 1976 fusioneerde Oostduinkerke met Koksijde en hield dus op te bestaan als gemeente. Het OCMW werd erin ondergebracht tot er een nieuw Sociaal Huis werd gebouwd in Koksijde-Bad. Het OCMW verhuisde naar deze nieuwbouw in  2011. Het oud gemeentehuis van Oostduinkerke kreeg een nieuwe bestemming en werd in 2012 het 'Erfgoedhuis Bachten de Kupe'